# Suiza Nor-Occidental

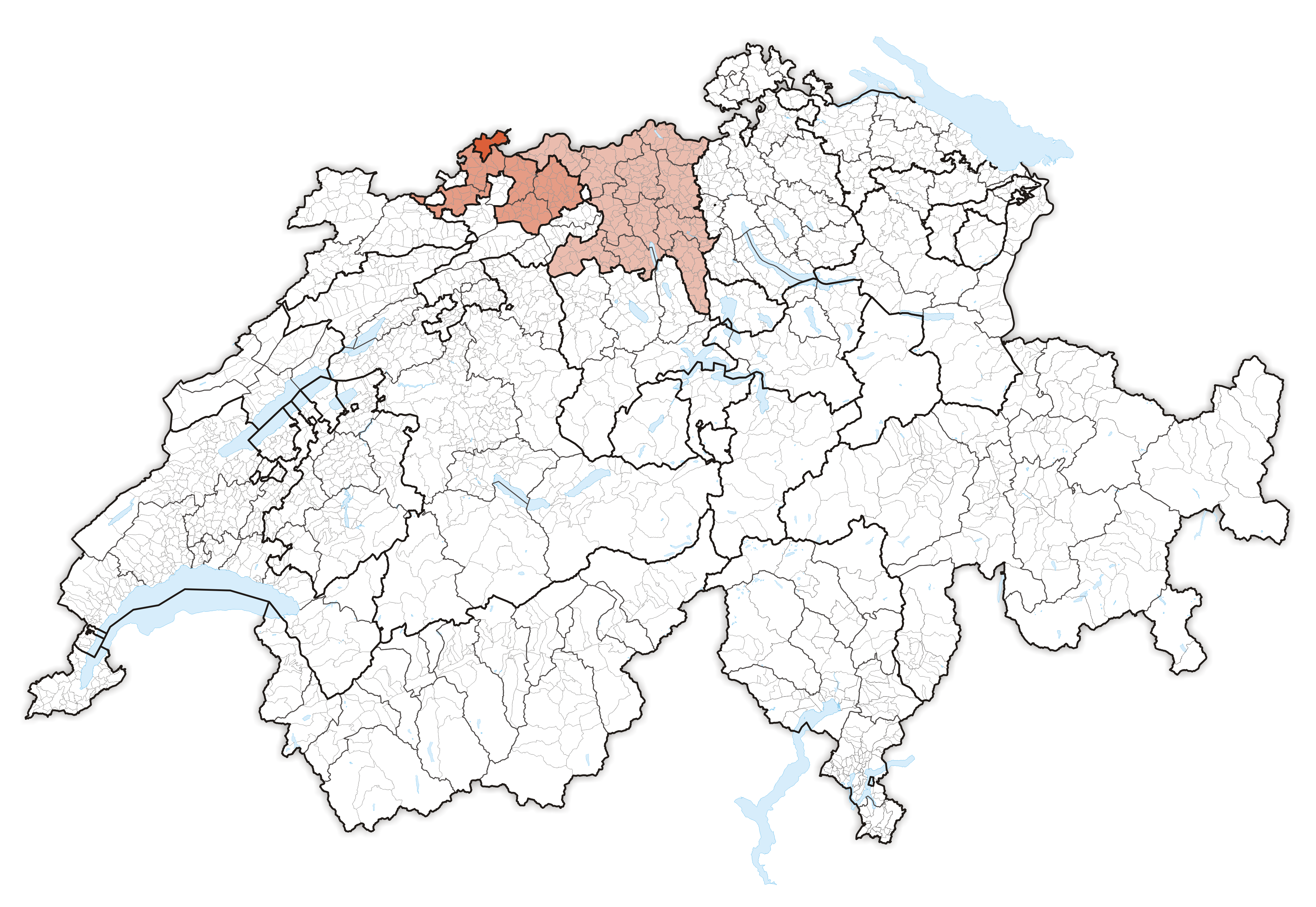
Suiza nor-occidental

Suiza Nor-Occidental (en alemán: Nordwestschweiz) es una región geográfico-estadística en Suiza que agrupa a los cantones de Basilea-Ciudad, Basilea-Campiña y Argovia.

## Geografía
Aunque para propósitos estadísticos se suele agrupar a los cantones ya mencionados, las características que convierten a esta región en una verdadera entidad geográfica se extienden a otras divisiones políticas dentro de Suiza. La frontera natural que separa geográficamente a esta región del resto de Suiza vendría a ser la cadena montañosa del Jura. 
Tomando en cuenta consideraciones puramente geográficas, esta región vendría a estar conformada estrictamente por:
- Los cantones de Basilea-Ciudad y Basilea-Campiña
- La región llamada Fricktal, formada por los distritos de Rheinfelden y de Laufenburg, además de cuatro comunas del distrito de Brugg y una del distrito de Aarau, todo ello en el Cantón de Argovia.
- Los distritos de Dorneck y de Thierstein en el cantón de Soleura.

La Suiza Nor-Occidental es una de las regiones estadísticas NUTS-2 de Suiza.